# Brendan Crinion
Brendan Crinion (irisch Breandán Ó Críonáin; * 11. November 1923 im County Kildare, Irland; † 2. Juli 1989) war ein irischer Politiker der Fianna Fáil. Er war von 1961 bis 1969 und von 1973 bis 1982 Teachta Dála (Abgeordneter) im Dáil Éireann, dem Unterhaus, sowie von 1969 bis 1973 Mitglied im Séanad Éireann, dem Oberhaus des irischen Parlaments (Oireachtas).

## Leben
Crinion war ein Landwirt und wurde erstmals bei den Wahlen 1961 im Wahlkreis Kildare in den Dáil gewählt. Er konnte den Sitz bei den Wahlen 1965 halten, verlor ihn aber bei den Wahlen 1969 nach dem Neuzuschnitt der Wahlkreise, als er für den Wahlkreis Meath antrat. Stattdessen wurde Crinion von Taoiseach Jack Lynch für den Seanad Éireann nominiert. 
Crinion  konnte aber bei den Wahlen zum Dáil Éireann 1973 den Sitz zurückgewinnen. Er verteidigte den Sitz bei den Wahlen 1977 und 1981.